# Jaume Traserra Cunillera
Jaume Traserra Cunillera (Granollers, 11 luglio 1934 – Granollers, 25 gennaio 2019) è stato un vescovo cattolico spagnolo.

## Biografia
Monsignor Jaume Traserra Cunillera nacque a Granollers l'11 luglio 1934.

### Formazione e ministero sacerdotale
Iniziò gli studi ecclesiastici nel seminario di Barcelona e li proseguì alla Pontificia Università Gregoriana di Roma dove nel 1955 si laureò in filosofia e nel 1959 in teologia. Presso l'Università di Barcellona conseguì la laurea in filosofia e lettere nel 1957 e in giurisprudenza nel 1967.
Il 19 marzo 1959 fu ordinato presbitero per l'arcidiocesi di Barcellona a Roma. In seguito fu professore e formatore nel seminario minore dal 1961 al 1962, notaio-segretario del tribunale ecclesiastico di Barcellona dal 1962 al 1971, professore di diritto canonico alla Facoltà di teologia di Barcellona dal 1972 al 1993, segretario generale dell'arcivescovado dal 1972 al 1987, giudice del tribunale ecclesiastico dal 1973 al 1993, canonico della cattedrale dal 1986 al 2001, vicario generale dal 1987 al 1993 e decano del capitolo dei canonici della cattedrale dal 1994 al 2000.
Scrisse vari articoli su argomenti giuridici.

### Ministero episcopale
Il 9 giugno 1993 papa Giovanni Paolo II lo nominò vescovo ausiliare di Barcellona titolare di Selemsele. Ricevette l'ordinazione episcopale il 5 settembre successivo nella cattedrale di Barcellona dall'arcivescovo di Barcellona Ricardo María Carles Gordó, coconsacranti i cardinali Narciso Jubany Arnau, arcivescovo emerito di Barcellona, e Antonio María Javierre Ortas, prefetto della Congregazione per il culto divino e la disciplina dei sacramenti.
Il 28 luglio 2001 papa Giovanni Paolo II lo nominò vescovo di Solsona. Prese possesso della diocesi il 30 settembre successivo.
Nell'ambito della Conferenza episcopale spagnola fu membro della commissione per i beni culturali dal 1993 al 2011 e del consiglio economico dal 1996 al 2008.
Il 3 novembre 2010 papa Benedetto XVI accettò la sua rinuncia al governo pastorale della diocesi per raggiunti limiti di età.
Il 12 dicembre 2010, dopo l'insediamento del suo successore, lasciò definitivamente Solsona per tornare a Granollers, sua città natale. Negli anni successivi contribuì all'attività religiosa della parrocchia di Santo Stefano, nei pressi della sua residenza privata, in particolare come confessore.
Morì a Granollers il 25 gennaio 2019 all'età di 84 anni per una grave malattia. Le esequie si tennero il giorno successivo alle ore 16 nella chiesa di Santa Stefano a Granollers e furono presiedute dal suo successore Xavier Novell Gomá. Al termine del rito fu sepolto nella cappella della Madonna della Salute della stessa chiesa.

## Genealogia episcopale
La genealogia episcopale è:
- Cardinale Scipione Rebiba
- Cardinale Giulio Antonio Santori
- Cardinale Girolamo Bernerio, O.P.
- Arcivescovo Galeazzo Sanvitale
- Cardinale Ludovico Ludovisi
- Cardinale Luigi Caetani
- Cardinale Ulderico Carpegna
- Cardinale Paluzzo Paluzzi Altieri degli Albertoni
- Papa Benedetto XIII
- Papa Benedetto XIV
- Papa Clemente XIII
- Cardinale Marcantonio Colonna
- Cardinale Giacinto Sigismondo Gerdil, B.
- Cardinale Giulio Maria della Somaglia
- Cardinale Carlo Odescalchi, S.I.
- Cardinale Costantino Patrizi Naro
- Cardinale Lucido Maria Parocchi
- Papa Pio X
- Cardinale Gaetano De Lai
- Cardinale Raffaele Carlo Rossi, O.C.D.
- Cardinale Amleto Giovanni Cicognani
- Cardinale Luigi Dadaglio
- Cardinale Ricardo Maria Carles Gordó
- Vescovo Jaume Traserra Cunillera